# Ali Kaabi
Ali Kaabi (ciudad de Túnez, Túnez; 15 de noviembre de 1953) es un exfutbolista tunecino que jugó de defensa.

## Carrera

### Club
Jugó toda su carrera con el Al-Hilal Saudi FC de Arabia Saudita de 1970 a 1987 participando en 250 partidos y anotó 38 goles, donde logró ser campeón nacional en dos ocasiones, ganó tres títulos de copa.

### Selección nacional
Jugó para Túnez de 1973 a 1982, participando en 72 partidos y anotó nueve goles, uno de ellos el primer gol de Túnez en una Copa Mundial de Fútbol ante México en la victoria por 3-1 en Argentina 1978.
También formó parte de las selecciones que participaron en la Copa Africana de Naciones de las ediciones de 1978 y 1982, y de las que jugaron los Juegos del Mediterraneo de 1975.

### Entrenador
Pasó como entrenador de equipos de segunda división como el Club Olympique des Transports y el EOGK.

## Logros
- Primera División de Arabia Saudita: 2

1976/77, 1978/79
- Copa del Rey de Arabia Saudita: 3

1980, 1982, 1984